# Platystemon californicus
Platystemon californicus là một loài thực vật có hoa trong họ Anh túc. Loài này được Benth. miêu tả khoa học đầu tiên năm 1835.

## Hình ảnh

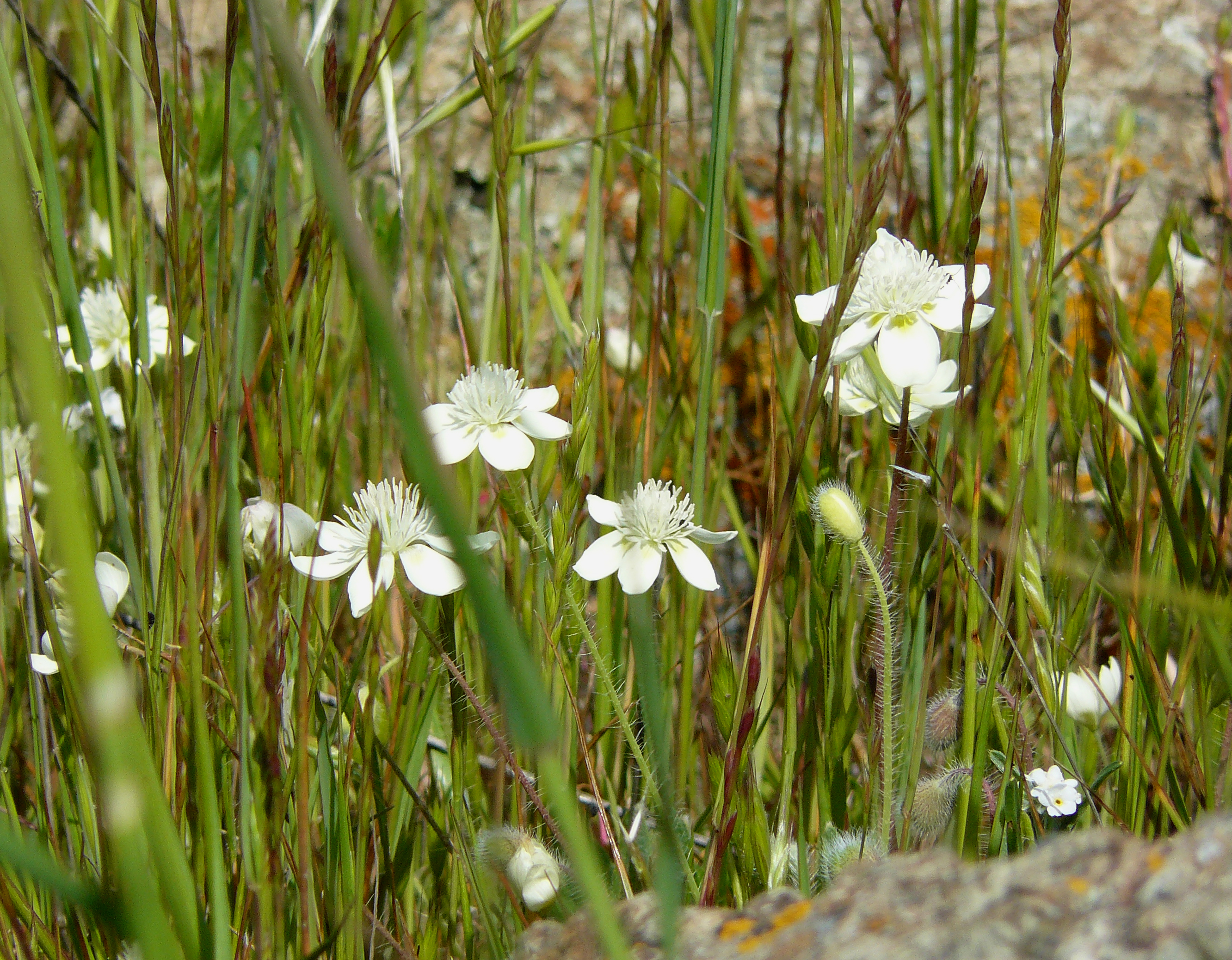
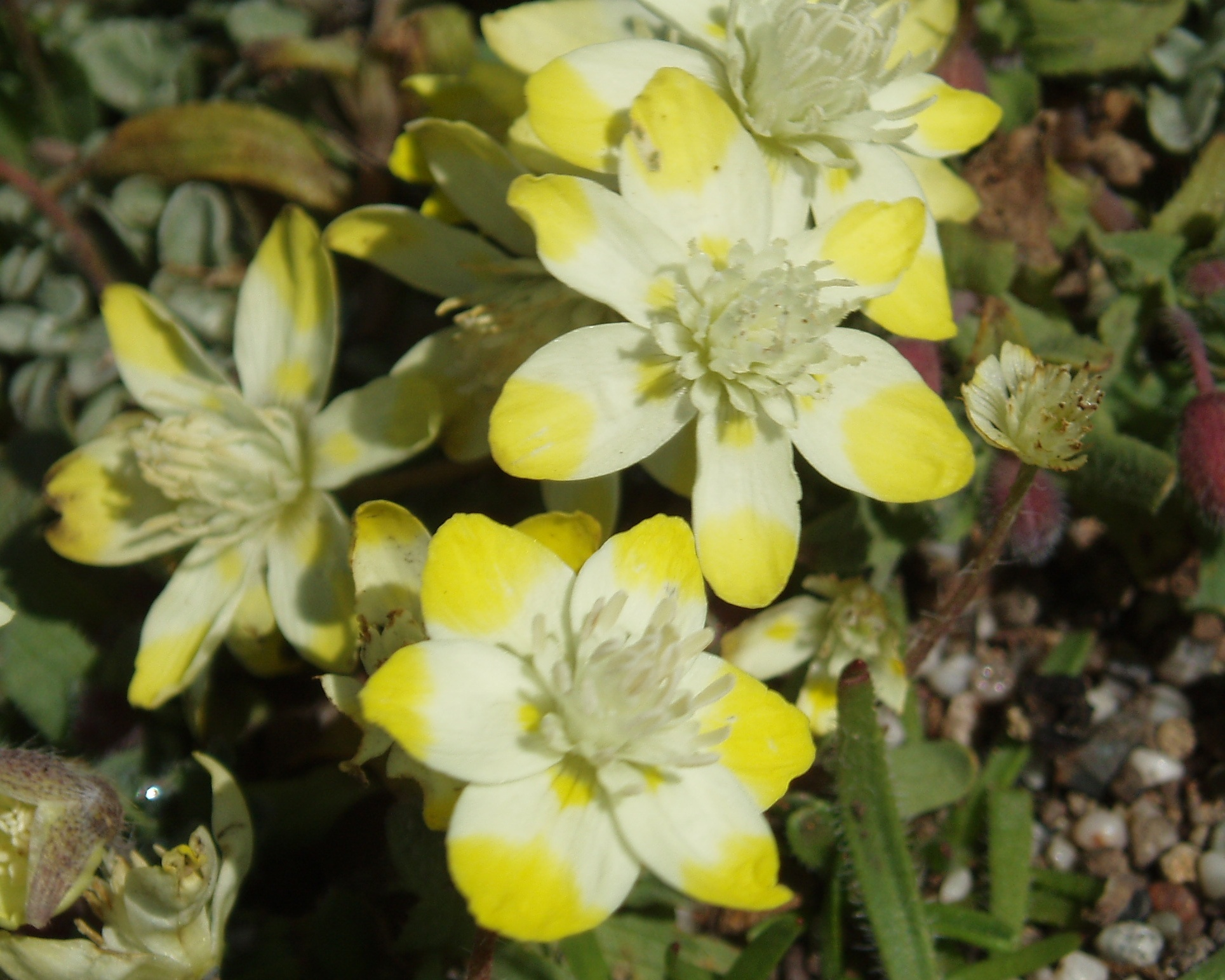
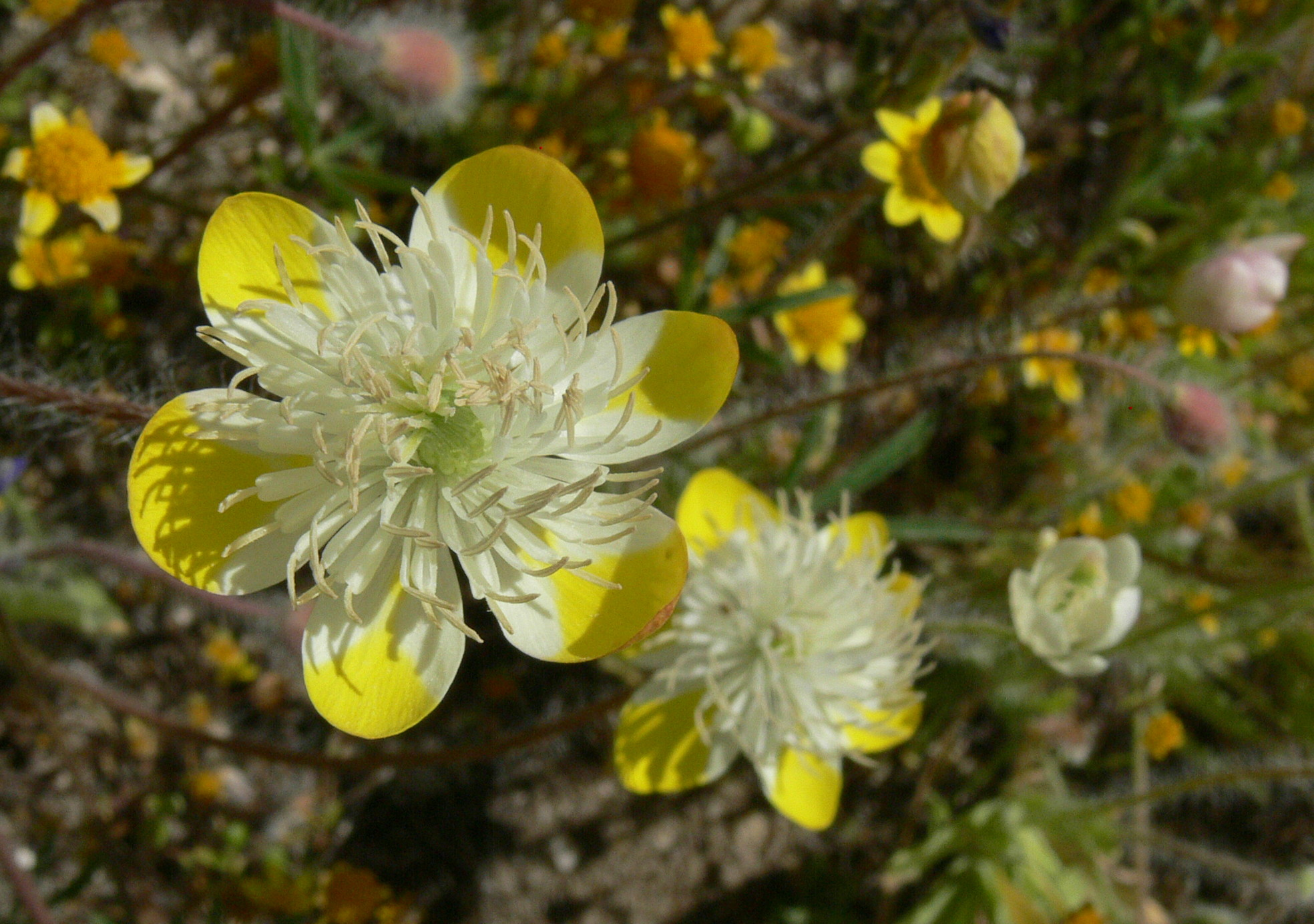
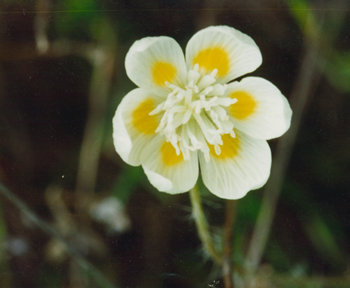